# Gel energètic
El gel energètic és un tipus de gel de carbohidrats que proporciona energia per fer exercici i promou la recuperació, que s'utilitza habitualment en esdeveniments de resistència com ara córrer, anar en bicicleta i triatlons. Els gels energètics també es coneixen com a gels de resistència, gels esportius, gels nutritius i gels d'hidrats de carboni. Venen en petits paquets de plàstic amb un sol servei. Cada paquet té una tira amb una petita osca a la part superior que es pot desprendre per revelar una obertura a través de la qual es pot consumir el gel.